# 曾世荣 (1899年)
曾世荣（1899年6月13日—1996年2月29日），字荫千，男，江苏常熟人，中国铁路工程师、图书情报学家，曾任铁道部科技情报研究所副所长、高级工程师。

## 家庭
孪生兄曾世英。